# Dieter von Gemmingen (erw. 1274/83)
Dieter von Gemmingen (erwähnt 1274 und 1283) war wahrscheinlich Erbauer des Oberschlosses in Gemmingen und Stammvater mehrerer Seitenlinien der Freiherren von Gemmingen.

## Geschichte
Er gilt als einer der drei Söhne des Hans von Gemmingen (erw. 1259) und wird im Wimpfener Landgerichtsurteil von 1274 gemeinsam mit seinem Bruder Schweiker von Gemmingen, genannt Velscher, erwähnt. Er gilt als Erbauer des Oberschlosses in Gemmingen. Zu seinem Besitz zählte neben seinem Anteil an Gemmingen ein Haus in Sinsheim sowie ein Gut in Hofen und in Hilsbach. Er trug 1274 die Hälfte des Schlosses in Hofen nebst Zugehör dem Burggrafen zu Burgau als Lehen auf. Das württembergische Adels- und Wappenbuch zeigt das Wappen des Ditherus de Gemmingen von 1283, mit sieben Federn als Helmzier.

## Familie
Über die Verwandtschaftsverhältnisse der frühen Gemmingen herrscht eine gewisse Unsicherheit, so ist auch der Name von Dieters Frau nicht überliefert. 
Als seine Nachkommen kommen in Betracht:
- Gertraut (1270 verheiratet mit Johann von Hirschhorn, 1306 verheiratet mit Walter von Dalheim)[2]
- Konrad, genannt Maier von Wessingen (erw. 1313 bis 1335), Stammvater der Maier von Wössingen[3]
- Albert, genannt von Hoven (erw. 1300, sein Verwandtschaftsverhältnis mit dem anderen Albert wird über die Umstände einer Pfarrerpräsentation geschlossen)
- Albert, genannt von Hoven (erw. 1300 bis 1328), Stammvater der Seitenlinie von Hoven
- Dieter, genannt der Giener (erw. 1323 bis 1359), Stammvater der Seitenlinie der Giener von Sinsheim